# Rozhledna

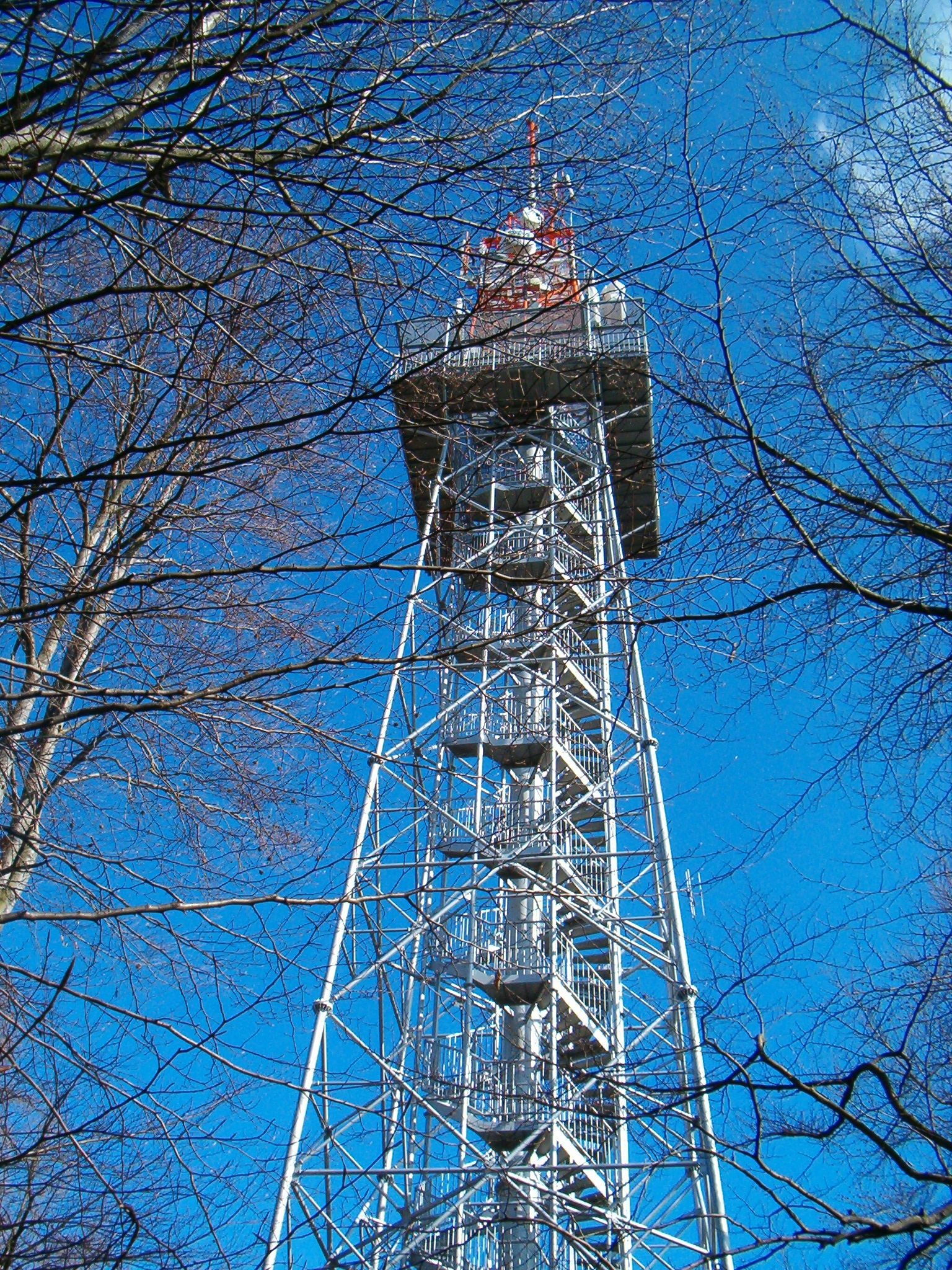
Rozhledna Jarník

Rozhledna je vyhlídková stavba s vyhlídkovým prostorem vyvýšeným nad okolním terénem, přístupná veřejnosti. Mezi nejznámější rozhledny na světě patří Eiffelova věž v Paříži, v České republice patří mezi nejznámější pražská Petřínská rozhledna. Rozhledna bývá často vybudována jako součást jiné stavby. Například na Malé Prašivé je součásti horské chaty a na Kozubové je součástí kaple.

## Definice rozhledny

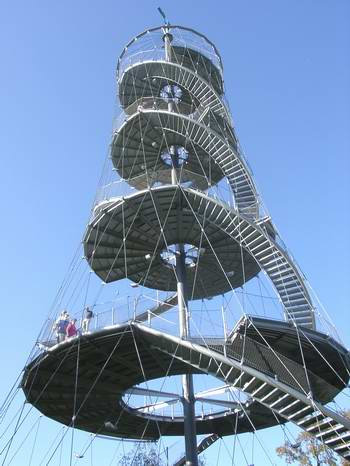
42 metrů vysoká rozhledna Killesbergturm ve Stuttgartu

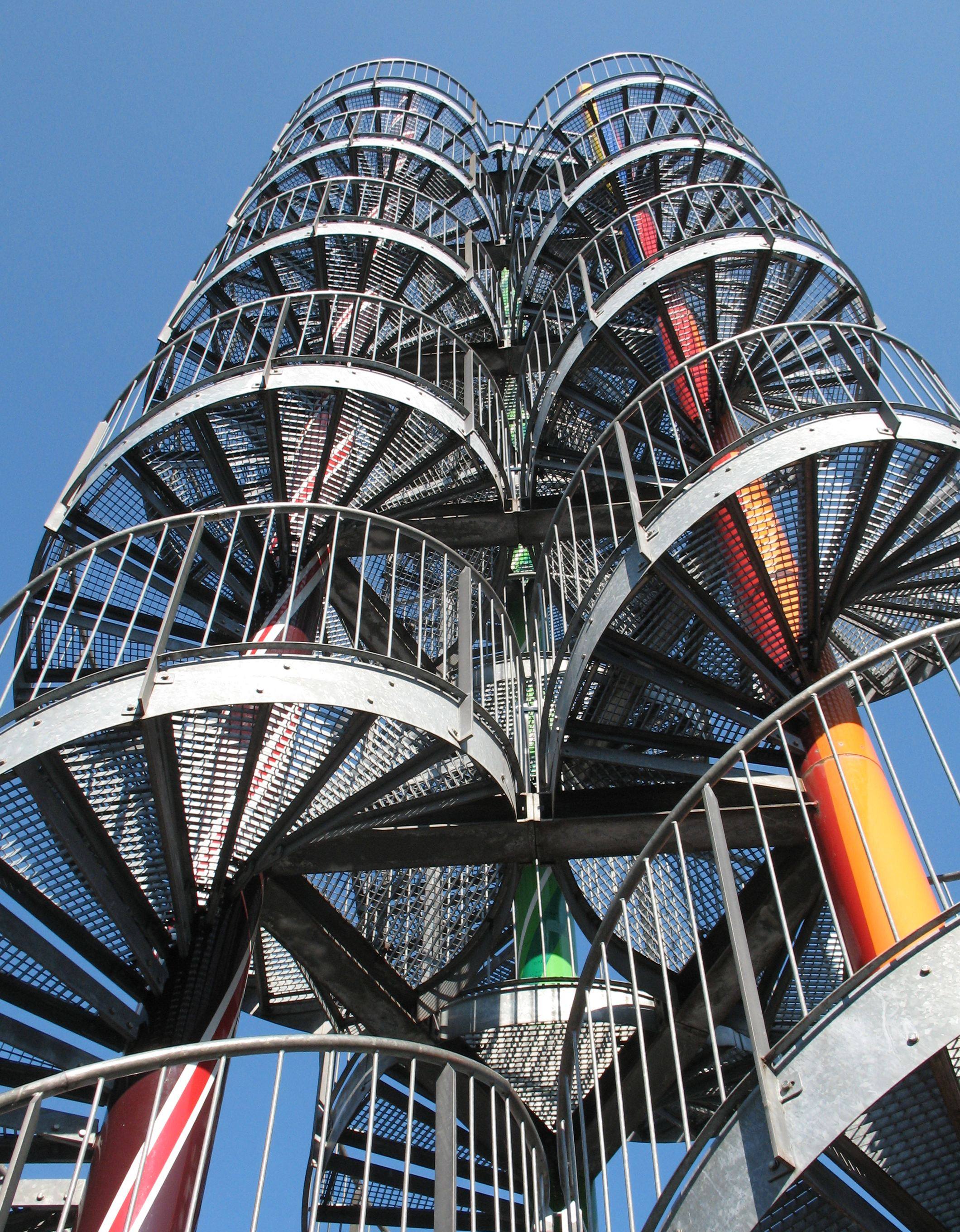
v Hamburku

Skutečná rozhledna by měla splňovat alespoň několik základních kritérií. Musí to být vyhlídková stavba:
1. vytvořená lidskou činností
2. určená či dodatečně upravená k účelům rozhlížení
3. s vyhlídkovým prostorem umístěným alespoň několik metrů nad okolním terénem
4. přístupná veřejnosti (i jen v určitém časovém období)
5. a všeobecným povědomím jako rozhledna uznávaná.[1]

Jednoznačná definice termínu rozhledna však neexistuje, a tak se často setkáváme s objekty, které dané podmínky zcela nesplňují.